# Ridge Racer 6
Ridge Racer 6 – gra wyścigowa z serii Ridge Racer wyprodukowana przez Namco i wydana w Stanach Zjednoczonych przez Namco Bandai Games 17 listopada 2005 roku na konsolę Xbox 360.

## Rozgrywka
Ridge Racer 6 jest grą wyścigową ze zręcznościowym modelem jazdy. W grze znalazły się efekty wizualne wzbogacające rozgrywkę. W samochodach dostępny jest dopalacz, którego gracz może użyć trzy razy, po czym musi go naładować, wykonując widowiskowe poślizgi na zakrętach. W grze znalazło się ponad 100 pojazdów o różnych parametrach technicznych oraz 30 tras.
W grze stworzono trójwymiarową grafikę, generowaną w czasie rzeczywistym.
W grze zaimplementowano tryb gry wieloosobowej, który obsługuje internetowy system Xbox Live.